# Matthew McNulty
Matthew McNulty, né Michael Anthony McNulty le 14 décembre 1982 à Manchester (au Royaume-Uni), est un acteur britannique de cinéma et de télévision. Il est notamment connu pour son rôle de Seth dans la série télévisée britannique Misfits.

## Biographie
Matthew McNulty passe les dix premières années de sa vie avec ses trois frères et sœurs sur une base de l'armée britannique en Allemagne, où son père était stationné. Il déménage ensuite à Atherton (Grand Manchester). Sa scolarité terminée, il travaille d'abord dans une équipe de démolition, puis en tant qu'apprenti métreur.
Il intègre à 16 ans l’école de théâtre Laine Johnson à Epsom. Après la mort de sa mère alors qu'il a 18 ans,, il quitte ses études pour se concentrer sur sa carrière d’acteur.
Il a changé son nom de scène en Matthew car il y avait déjà un membre d’Equity (en) portant son vrai nom, Michael McNulty.
Sa femme se prénomme Katie et ils ont trois enfants.

## Filmographie

### Télévision

#### Séries télévisées
- 2001 : Emmerdale : Dominic Skelton (dans 1 épisode)
- 2003 : Sweet Medicine (en) : Sam (dans 1 épisode)
- 2004 : Outlaws (en) : Dwayne Alsop (dans 1 épisode)
- 2006 : Shameless : Trev (dans 1 épisode)
- 2006 : Doctors : Pez Green (dans 1 épisode)
- 2007 : Holby City : Rob Gibson (dans 2 épisodes)
- 2007 : The Royal : Stan (dans 2 épisodes)
- 2007 : True Dare Kiss (en) : Arlo
- 2009 : Honest, braqueurs de père en fils (Honest) : les jumeaux Vin et Taylor Carter
- 2009 : Return to Cranford (en) : Edward
- 2009-2010 : Lark Rise to Candleford (en) : Fisher Bloom (dans 5 épisodes)
- 2010 : Cinq jours (Five Days) : Danny Preston
- 2010 : Londres, police judiciaire (Law and Order: UK) : Joe Nash (dans 1 épisode)
- 2010 : Garrow's Law (en) : David Jasker (dans 1 épisode)
- 2010 : Single-Handed (en) : Brian Doyle
- 2010 - 2012: Misfits : Seth (dans 11 épisodes)
- 2011 : Affaires non classées (Silent Witness) : Sergent Craig Whitehead (dans 2 épisodes)
- 2012 : The Syndicate (en) : Stuart
- 2012 : Silk : Capitaine Ed Ryan
- 2012 : CBeebies Bedtime Stories : lui-même (le narrateur)
- 2012 - 2013 : The Paradise : Dudley
- 2013 - 2014 : The Mill (en) : Daniel Bate (saison 2)
- 2014 : Jamaica Inn (en): Jem Merlyn
- 2015 : Black Work (en) : Jack Clark
- 2016 : The Musketeers : Lucien Grimaud
- 2017 : Stan Lee's Lucky Man : Rob Spencer
- 2018 : The Terror : Lt. Edward Little
- 2018 : Versailles : Guillaume
- 2019 : Cleaning Up (en) : Dave
- 2019 : The Bay : Nicholas Mooney
- 2020 : Deadwater Fell : Police Sergeant Steve Campbell
- 2020 : Doctor Who : Adam Lang (dans 1 épisode)
- 2021 - 2023 : Domina : Gaius Octavius

#### Téléfilms
- 2002 : Un ange pour May (An Angel for May) : Sniffer
- 2002 : Birthday Girl : Justin
- 2003 : D-Day: The Ultimate Conflict : Don Burgess
- 2006 : See No Evil: The Moors Murders (en) : David Smith
- 2007 : The Mark of Cain (en) : Shane Gulliver
- 2009 : Vivaldi, il prete rosso, mini-série de Liana Marabini : Philippe d'Orléans
- 2010 : Toast : Josh
- 2012 : Room at the Top (en) : Joe Lampton
- 2013 : Our Girl : Caporal Geddings

### Cinéma
- 2005 : Love + Hate (en) : Shane
- 2007 : Control (Control: The Ian Curtis Film) : Nick Jackson
- 2007 : La Bataille de Bassora : Wayne Gulliver
- 2009 : Little Ashes : Luis Buñuel
- 2009 : Looking for Eric : Éric Bishop, jeune
- 2009 : Vivaldi, il prete rosso : Philippe d'Orléans
- 2012 : Spike Island : Ibiza Ste
- 2014 : Géographie du cœur malchanceux (Geography of the Heart), de David Allain et Alexandra Billington : Jamie (segment « Londres »)

### Vidéofilm
- 2009 : Les Messagers 2 : Les origines du mal (Messengers 2: The Scarecrow) : le député Milton